# Renato Terra
Renato Terra, noto anche come Renato Terra Caizzi (Napoli, 26 luglio 1922 – Roma, 28 novembre 2010), è stato un attore italiano.

## Biografia
Partecipò nel 1950 al film Il cammino della speranza di Pietro Germi ed in seguito ad altri film dello stesso regista. Numerose le sue apparizioni nel periodo compreso tra gli anni Cinquanta e Settanta, ma sempre in ruoli secondari, come quello di Alfredo, il fratello di Ginetta, in Rocco e i suoi fratelli di Luchino Visconti, in cui con poche battute, all'inizio dell'opera, riuscì a dar forma ad un personaggio sgradevole e superbo. Si ritirò nel 1977 per dedicarsi alla poesia: pubblicò due raccolte.

## Filmografia parziale
- Il corsaro nero, regia di Amleto Palermi (1937)
- Torna a Napoli, regia di Domenico Gambino (1949)
- Cuori sul mare, regia di Giorgio Bianchi (1950)
- Il cammino della speranza, regia di Pietro Germi (1950)
- Il brigante di Tacca del Lupo, regia di Pietro Germi (1952)
- Un marito per Anna Zaccheo, regia di Giuseppe De Santis (1953)
- Proibito, regia di Mario Monicelli (1954)
- Ragazzi della marina, regia di Francesco De Robertis (1958)
- Gli italiani sono matti, regia di Duilio Coletti e Luis María Delgado (1958)
- I soliti ignoti, regia di Mario Monicelli (1958)
- Rocco e i suoi fratelli, regia di Luchino Visconti (1960)
- Gioventù di notte, regia di Mario Sequi (1961)
- Il criminale, regia di Marcello Baldi (1962)
- Sette contro la morte, co-regia di Edgar G. Ulmer e Paolo Bianchini (1964)
- Il Vangelo secondo Matteo, regia di Pier Paolo Pasolini (1964)
- L'ultima carica, regia di Leopoldo Savona (1964)
- Intrigo a Los Angeles, regia di Romano Ferrara (1964)
- Senza sole né luna, regia di Luciano Ricci (1964)
- Tre dollari di piombo, regia di Pino Mercanti (1964)
- L'ombrellone, regia di Dino Risi (1965)
- La violenza e l'amore, regia di Adimaro Sala (1965)
- Il morbidone, regia di Massimo Franciosa (1965)
- I complessi, regia di Luigi Filippo D'Amico (1965)
- Gesù di Nazareth, regia di Franco Zeffirelli (1977)